# Rong Yiren
Rong Yiren (chinês simplificado: 荣毅仁, Wade–Giles: Jung I-jen; 1 de maio de 1916 – 26 de outubro de 2005)  foi vice-presidente da República Popular da China de 1993 a 1998 e esteve fortemente envolvido na abertura da economia chinesa ao investimento ocidental. Rong é conhecido tanto na China como no mundo ocidental como o "Capitalista Vermelho" porque a sua família era um dos poucos industriais pré-1949 em Xangai que foram bem tratados pelo Partido Comunista Chinês em troca da sua cooperação com o governo da República Popular da China.

## Biografia

### Infância

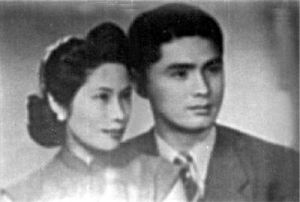
Rong Yiren e sua esposa Yang Jianqing, 1937.

Rong nasceu em 1 de maio de 1916, em Wuxi, cidade próxima a Xangai, na província de Jiangsu.  Seu pai, Rong Desheng, e seu tio, Rong Zongjing, foram os fundadores e operadores de uma empresa de moagem de farinha e algodão. Ele se formou em história pela St. John's University, administrada por cristãos. Em seguida, ele foi designado para administrar uma parte dos negócios da família e assumiu a administração de todas as 24 fábricas após a morte de seu irmão mais velho, Paul Yung (Rong Yixin), em um acidente aéreo na Ilha Basalto, Hong Kong, em 21 de dezembro de 1948. 

### Pós-Guerra Civil Chinesa
No final da Guerra Civil Chinesa e da fundação da República Popular da China, Rong optou por permanecer no continente chinês em vez de fugir para Hong Kong ou Taiwan, como fez a maioria dos empresários. Sua família foi autorizada a manter seus negócios até 1956, quando todas as empresas privadas tornaram-se estatais. Sua família recebeu US$ 6 milhões em indenização.
Na década de 1950, Mao Zedong o apoiou muitas vezes por suas contribuições ao Partido Comunista. Quando as hostilidades coreanas eclodiram, a família de Rong contribuiu com quantias substanciais de financiamento, juntamente com roupas consideráveis. Ele foi nomeado vice-prefeito de Xangai em 1957 e vice-ministro dos Têxteis simultaneamente desde 1959,   mais tarde serviu como conselheiro econômico do Partido Comunista Chinês.

### Revolução Cultural
Durante a Revolução Cultural, foi denunciado como "capitalista". Perdeu grande parte da sua riqueza pessoal e foi alvo de ameaças de morte por parte dos Guardas Vermelhos, organizações radicais de jovens alinhadas com as novas políticas sociais e culturais de Mao Zedong. Numa situação típica de funcionários governamentais, empresários e intelectuais desonrados durante a Revolução Cultural, Rong recebeu um trabalho humilhante como zelador. No entanto, ele e sua família receberam proteção de Zhou Enlai contra a perseguição dos Guardas Vermelhos. Como Rong não era membro do Partido Comunista na época, Zhou não conseguiu obter a aprovação de Mao Zedong para proteger Rong oficialmente. Em vez disso, Zhou coordenou com Chen Jinhua para colocar a mansão de Rong sob o controle dos Guardas Vermelhos afiliados ao Ministério dos Têxteis, que eram profundamente solidários com ele e o protegiam de outras facções da Guarda Vermelha. 

### Reforma econômica chinesa
Após a morte de Mao Zedong e o fim da Revolução Cultural, Deng Xiaoping nomeou Rong como conselheiro para a abertura econômica da China. Ele criou a China International Trust and Investment Corp., ou CITIC, em 1978, que foi responsável por grande parte do investimento ocidental inicial na China.
No auge do movimento pró-democracia em 1989, ele arriscou a vida pedindo aos principais líderes chineses que negociassem com os estudantes. Uma semana depois dos protestos na Praça Tiananmen em 1989, ele classificou a repressão como “extraordinariamente sábia e correta”. 
Ele foi nomeado para o cargo cerimonial de vice-presidente em 1993.

### Vida posterior
Rong se aposentou em 15 de março de 1998 e morreu em 26 de outubro de 2005.  Ele foi listado como um dos homens mais ricos da Ásia, com uma fortuna familiar de US$ 1,9 bilhão em 2000. Ele foi a pessoa mais rica da China continental de 1999 a 2002. A maior parte dessa riqueza pode ser atribuída ao filho de Rong, Larry Yung, em sua função como presidente da CITIC Pacific. 
Embora considerado não-comunista durante a sua vida, foi membro do Partido Comunista Chinês desde 1985, de acordo com o seu obituário oficial em chinês; no entanto, devido ao seu pedido de que a sua adesão fosse revelada apenas após a sua morte, quase ninguém sabia da sua condição de comunista, mesmo depois da sua vice-presidência.

### Morte
Ele morreu de pneumonia em 26 de outubro de 2005, aos 89 anos. Seu funeral foi realizado em 3 de novembro de 2005, e ele foi enterrado no Cemitério Chinês Ultramarino. Sua esposa morreu sete anos depois e foi enterrada ao lado dele. Menos de dois anos após sua morte, seu amigo Bo Yibo faleceu em 15 de janeiro de 2007.

## Vida pessoal
Em 1988, Rong solicitou a Deng que escrevesse “戒欺室" ("Sala de Admoestação de Decepção") em uma placa a ser pendurada em sua sala de estar. Evitar usar o engano como comerciante era o lema de seu pai. Esta cena é retratada no drama Deng Xiaoping at History's Crossroads.
Ele se casou com  Yang Jianqing (chinês tradicional: 杨鑑清) em 1937. Yang morreu em 8 de janeiro de 2014, em Hong Kong. 